# Antheua meridionalis
Antheua meridionalis är en fjärilsart som beskrevs av Embrik Strand 1912. Antheua meridionalis ingår i släktet Antheua och familjen tandspinnare. Inga underarter finns listade i Catalogue of Life.